# Abismos de amor
Abismos de amor es una telenovela mexicana que se transmitió por el Canal 4 de Telesistema Mexicano (hoy el Canal de las Estrellas de Televisa) en 1961, con episodios de duración de 30 minutos. Dirigida por Francisco Jambrina y protagonizada por Luis Beristáin.

## Elenco
- Luis Beristáin
- Virginia Gutiérrez
- Maruja Grifell
- Luis Manuel Pelayo
- Nicolás Rodríguez

## Producción
- Historia original: Manuel Canseco Noriega
- Adaptación: Manuel Canseco Noriega
- Director de escena: Luis Vega
- Director general: Francisco Jambrina

## Datos a resaltar
- La telenovela está grabada en color blanco y negro.

- Datos: Q5655130